# Perry (Cambridgeshire)
Perry – wieś w Anglii, w hrabstwie Cambridgeshire, w dystrykcie Huntingdonshire. Leży 32 km na zachód od miasta Cambridge i 87 km na północ od Londynu.